# Old Toronto
O distrito de Toronto refere-se a um dos seis distritos (boroughs) que compõem a atual cidade de Toronto, Ontário, Canadá, bem como à antiga cidade de Toronto, antes de sua fusão com outras seis cidades em 1998, formando a atual Toronto. Toronto foi incorporada como uma cidade em 1834, e suas fronteiras foram expandidas em 1967.

## Demografia
Em 2006, 70% da população era composto por brancos, 9% por chineses, 6% por negros, 5% por sul asiáticos, 3% por latino americanos, 2% por sudoeste asiáticos, 1% coreanos e 2% outros.